# Mercialys
Mercialys est spécialisée dans la détention, la gestion et la transformation d’espaces commerciaux, pour son compte comme pour le compte de tiers. 

## Historique
La société est créée en 2005 en tant que filiale foncière du groupe Casino par Jacques Ehrmann, alors directeur général des activités immobilières et développement du groupe. Il en est nommé président-directeur général le 22 juillet 2005. La société est introduite en bourse en août 2005. 
Jacques Ehrmann quitte la société en 2012, et il est remplacé par Géry Robert-Ambroix puis Vincent Rebillard, tous deux à titre intérimaire. Lahlou Khelifi est ensuite nommé à ce poste en février 2013, puis remplacé en août 2013 par Eric Le Gentil. Depuis 2019, Vincent Ravat est directeur général et Elizabeth Blaise directrice générale déléguée.
Après la cession de 15 % du capital et des droits de vote qu'il détient dans Mercialys en 2006, puis en 2018, le groupe Casino cède en 2022 le solde de sa participation pour 87 000 000 €.

## Activités
Le 31 décembre 2023, la Société déclare disposer d’un patrimoine immobilier de 2,9 Mds€ droits inclus.
Elle indique que son portefeuille de 2 038 baux représente une base locative annualisée de 175,5 M€. Mercialys est cotée en bourse depuis le 12 octobre 2005 sous le symbole MERY et bénéficie du régime des sociétés d’investissement immobilier cotées (« SIIC »). Membre du SBF 120 et du compartiment B d’Euronext Paris, elle déclare que le nombre de ses actions en circulation au 31 décembre 2023 s’établit à 93 886 501.
L'activité du groupe s'organise autour de 2 types d'actifs : 
- Actif commercial avec application du droit des baux commerciaux : Il s'agit tout d'abord de centres commerciaux, que ce soit de grands centres commerciaux et centres locaux de proximité composés de galeries marchandes et de grandes surfaces spécialisées attenantes à un hypermarché ou un supermarché ;

- Actif immobilier : Mercialys détient un patrimoine immobilier de 48 sites représentant plus de 780 000 m2 de commerces dans toute la France[11].

## Actionnaires
Au 31 décembre 2023 :
| Public        | 99,35  |
| Autodétention | 0,65 % |